# 海野昌雪
海野 昌雪（うんの まさゆき、永正16年（1519年） - 慶長19年9月10日（1614年10月13日）は、戦国時代から江戸時代初期の武将。通称は新左衛門。

## 人物
滋野氏流海野氏の末裔を称する。父・昌元とともに甲斐国の武田信玄に仕えて戦功があったが、昌元は永禄4年（1561年）川中島の戦いで戦死。次代の武田勝頼の時に武田家は滅亡する。慶長7年（1602年）徳川家康に召し出されて仕官し、土蔵番を務める。
4子があったがいずれもが江戸幕府に仕えた。昌雪の家督は3男の昌重が継承し、長男・幸広と次男・政次は幕府鳥見となり別家を興した。4男の幸政の家は後に御家人となった。